# NGC 4957
NGC 4957 (другие обозначения — UGC 8178, MCG 5-31-124, ZWG 160.130, PGC 45253, GMP 144) — эллиптическая галактика (E3) в Скоплении Волос Вероники в созвездии Волосы Вероники.
Галактика была открыта Уильямом Гершелем, работавшим вместе с сестрой Каролиной, 11 апреля 1785 года – в самую продуктивную ночь наблюдений за небом за всю историю астрономии, когда были открыты 70 новых галактик, не считая четырех, "открытых" повторно и одной ошибки (NGC 4209).
Расстояние до галактики по красному смещению определяется как 105,5 ± 7,4 Мпк (∼344 миллиона световых лет). Независымые от красного смещения измерения расстояния до галактики дают оценку в среднем 102,0 ± 26,6 Мпк (∼333 миллиона световых лет).
Максимальная дисперсия скоростей в галактике наблюдается на определённом расстоянии до центра, а также изофоты вблизи центра повёрнуты относительно изофот во внешней части галактики. Это указывает на то, что центральная часть галактики по форме близка к трёхосному эллипсоиду.
Этот объект входит в число перечисленных в оригинальной редакции «Нового общего каталога».